# 罗曼·鲁坚科
罗曼·安德烈耶维奇·鲁坚科（俄语：Рома́н Андре́евич Руде́нко，1907年7月30日—1981年1月23日），苏联检察官，生于俄罗斯帝国乌克兰诺索夫卡，1944年至1953年担任乌克兰苏维埃社会主义共和国总检察长，1953年至1981年担任苏联总检察长。1946年，鲁坚科担任纽伦堡审判首席检察官，期间提出诉讼：“德国法西斯侵略者在斯摩棱斯克附近的卡廷森林屠杀波兰战俘，这是一项需要为之负主要责任的重大战争罪行之一。” 但这项指控由于美国和英国的审判员驳回而遭到失败。1960年U-2击坠事件期间，鲁坚科担任弗朗西斯·加里·鲍尔斯的主公诉人。